# Оверња
Оверња (фр. Auvergne, окс. Auvèrnhe) је бивши регион у јужном делу централне Француске. Регион је обухватао историјску провинцију Оверња, проширен са још неким територијама около. Главни град региона био је Клермон Феран, који је и кроз историју био центар овог региона.

## Историја
Оверња је име галског порекла из времена када је галски краљ Верцингеторикс предводио борбу против Римљана. Познато историјско место у региону је простор где се водила битка код Герговије, када су Римљани под вођством Јулија Цезара 52. године п. н. е. поражени од Гала.
У 7. веку, Оверња је била предмет спора између Франака и Аквитанаца али су подручје заузели Каролинзи и припојили га краљевини Аквитанији.
У средњем веку, Оверња је раскомадана на четири феудална поседа којима су владали:
- војвода од Оверње (титула створена 980.) ;
- епископски војвода од Клермона;
- војвода од Клермон Ферана;
- Краљевска земља Оверња, створена 1360. у Оверњском војводству.

За време Стогодишњег рата, Оверња је често била мета напада и пљачки.
1424. Оверња прелази у руке Бурбона.
1790. Регион је престао да постоји као административна јединица.
У 20. веку, за време Пете републике, регион је добио данашњи изглед.

## Администрација
Регионално веће са седиштем у Шамалијеру састоји се од 47 регионалних посланика.
Распоред по департманима је следећи:
- 12 за департман Алије,
- 5 за департман Кантал,
- 7 за департман Горња Лоара,
- 23 за департман Пиј де Дом.

На челу региона је коалиција лево оријентисаних странака.

## Географија
Регион Оверња се састоји од четири департмана. Историјска француска провинција Оверња налази се унутар граница овог региона и одговара површини департмана Кантал, Пиј де Дом, малог дела Горње Лоаре и јужног дела департмана Алије.
Велики део овог региона налази се на Средишњем масиву. Највиша тачка региона налази се на висини од 1.886 метара надморске висине.

## Економија

### Индустрија
Оверња је добро развијен индустријски регион, пошто око 20% радно активног становништва ради у индустријском сектору (око 110.000 запослених), док тај проценат на националном нивоу износи 18%.
Главна индустрија региона је пнеуматика, коју представља Мишлен (Michelin), водећи светски произвођач пнеуматика. Седиште Мишлена је у Клермон Ферану. Други важан представник те индустријске гране у овој области је Данлоп.
Постоји и већи број малих предузећа, посебно у департманима Горња Лоара и Пиј де Дом.

### Туризам
У региону постоји неколико извора термалне воде, који имају туристичку важност. Најпознатије купалиште је Ла Бурбул у депарману Пиј де Дом, где је термална вода откривена 1875. године.
Данас се туризам у овом региону брзо развија захваљујући регионалном парку природе "Вулкани Оверње" (Parc naturel régional des volcans d'Auvergne).
"Вулканија“ (Vulcania), парк на тему вулканизма, отворен је 2002. године.
Зимски туризам је такође важан облик туризма у овом региону. У региону постоји више познатих скијалишта.

### Пољопривреда
Пољопривредом се бави 8,5% радно активног становништва (око 41. 000 људи), што је двоструко више од националног просека.
У планинском подручју, нагласак је на сточарству и производњи сира. Са око 50.000 тона годишње производње, овај регион производи четвртину сирева Француске.
У Алијеу сточарство је већином оријентисано на производњу меса.
У низијским подручјима региона, пољопривреда је оријентисана на производњу житарица и шећерне репе.

## Становништво
Будући да је регион врло стеновит већа насеља се нису могли формирати. Услед тог настао је већи број руралних насеља. У граду Клермон Феран живи четвртина становништва овог региона.
Развој становништва у покрајини Оверња:
| Година | Становништво | Година | Становништво | Година | Становништво |
| ------ | ------------ | ------ | ------------ | ------ | ------------ |
| 1801   | 1206069      | 1866   | 1498509      | 1926   | 1343570      |
| 1806   | 1322436      | 1872   | 1497874      | 1931   | 1319627      |
| 1821   | 1362365      | 1876   | 1520797      | 1936   | 1291067      |
| 1826   | 1398836      | 1881   | 1535474      | 1946   | 1267303      |
| 1831   | 1422035      | 1886   | 1557351      | 1954   | 1246711      |
| 1836   | 1456209      | 1891   | 1544984      | 1962   | 1273162      |
| 1841   | 1458379      | 1896   | 1530537      | 1968   | 1311943      |
| 1846   | 1498774      | 1901   | 1510787      | 1975   | 1330479      |
| 1851   | 1491599      | 1906   | 1496840      | 1982   | 1332678      |
| 1856   | 1490962      | 1911   | 1459406      | 1990   | 1321214      |
| 1861   | 1478885      | 1921   | 1329822      | 1999   | 1308878      |

## Култура
Оверња је врло хетерогена покрајина што се тиче културног наслеђа.
Оригинална култура ове области најочуванија је у департману Кантал, где је још негује традиционални језик (Окситански језик), кулинарство и музика.
Оверња је позната по својој музици, нарочито плесној.